# Ácido clorofórmico
El ácido clorofórmico es un compuesto inestable altamente reactivo con la fórmula condensada ClCOOH. La molécula es un derivado de ácido fórmico donde el hidrógeno no ácido esta sustituido con un átomo de cloro. No obstante, la molécula, no debe confundise con el cloroformo que aunque se parecen mucho en el nombre, difieren mucho con la fórmula molecular
.
La síntesis de ácido clorofórmico se lleva a cabo en dos pasos. En primer lugar, es necesario para reaccionar con Cl2 ácido fórmico para obtener fosgeno:
HCOOH + Cl2 → ClCOCl + HCl
La reacción tiene lugar a temperaturas elevadas. El fosgeno se hidrata a continuación mediante la adición de H2O a la solución favoreciendo la hidrólisis y la formación de ácido cloroformo:
ClCOCl + H2O → ClCOOH + HCl
La hidratación debe realizarse con cuidado y con la cantidad correcta de reactivos, ya que el exceso de ácido clorofórmico H2O tiende a reaccionar completamente dando como ácido fórmico producto final y ácido clorhídrico.
Reactividad
El ácido clorofórmico en un medio acuoso da una reacción exotérmica de hidrólisis con la formación de ácido fórmico y HCl:
ClCOOH + H2O → HCOOH + HCl
El compuesto también se utiliza en reacciones de carboxilación. En la presencia de un ácido de Lewis (generalmente cloruro de aluminio) es la formación de una alifático carboxilo y HCl:
R-CH3 + ClCOOH —AlCl3→ R-CH2-COOH + HCl
Muy utilizado en la síntesis de diversos compuestos orgánicos son también los derivados de éster de cloroformo.